# 布鲁亞街圣保罗堂
布鲁亞街圣保罗堂是一座圣公会教堂，位于安大略省多伦多布鲁亞街东227号。目前的教堂建筑于1913年竣工，由EJ Lennox设计，采用哥特复兴风格。占地10,000平方（110,000平方英尺）这座教堂占地 ，是聖公會多倫多教區最大的教堂。根据《安大略省遗产法》第四部分，该建筑被指定为具有文化遗产价值的建築。它是加拿大女王步枪团的团教堂。

## 歷史

### 建堂

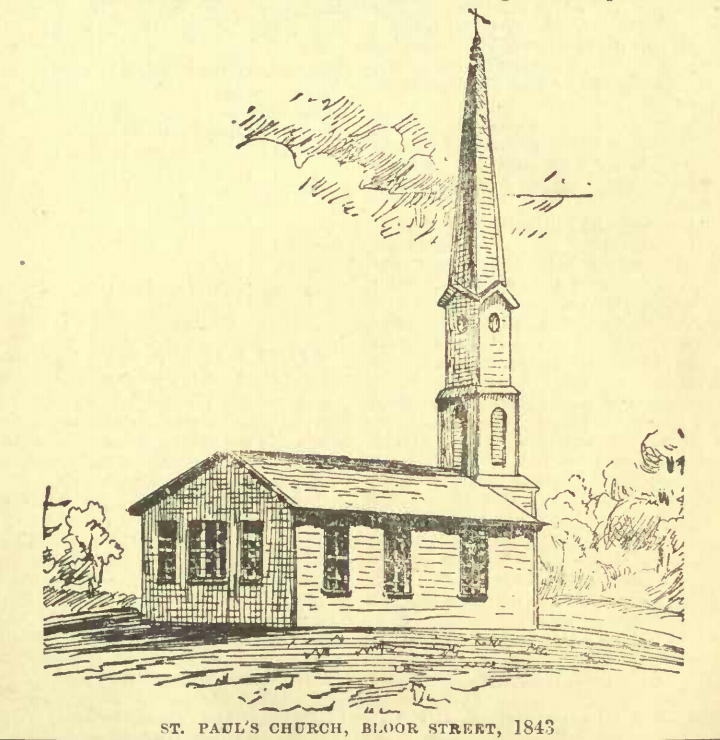
1843 年多伦多地标建筑中第一座教堂的手繪（1904年）

1841年，约妙斯圣约翰堂的教区神父亚历山大·桑森 (Alexander Sanson) 决定在收费站路 (现称布鲁亞街) 和央街的交界建立一个圣公会教区。 他委托建筑师John George Howard施工。这座被称为“央街上的小教堂”的小木制教堂於1842年6月12日完工。第一任教区牧师是查尔斯·馬太牧师，教堂最初有 100 名教区居民。教堂建成后不久，收费站路 (Tollgate Road) 更名为圣保罗路 (St. Paul's Road)，1844 年更名为锡德纳姆路 (Sydenham Road)，1854 年最终更名为布鲁尔街 (Bloor Street) 

### 成長

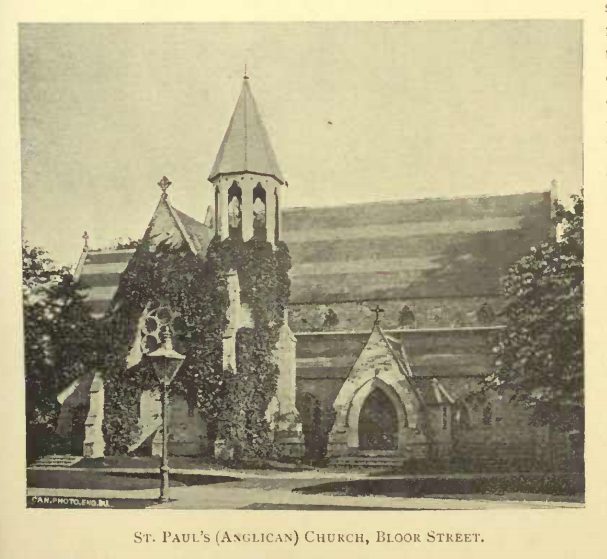
老教堂， 攝於约1891年

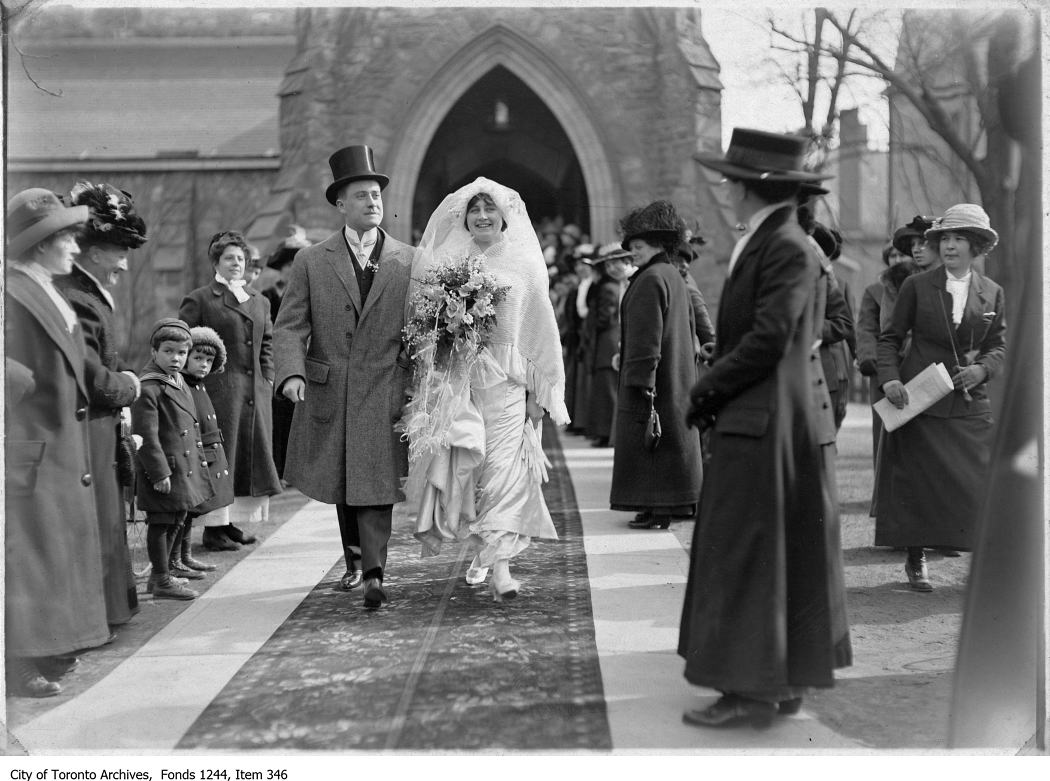
一对新婚夫妇离开教堂， 约1913

原本的木制建築很快就无法容纳更多的会众，到1858年，一座石结构的建筑（现在被称为「老教堂」）开始建造，由George Kent Radford和Edward Radford兄弟设计。 该建筑於1860年落成，並於該年12月9日首次举行礼拜。 尖塔于1894年竣工。

### 新教堂

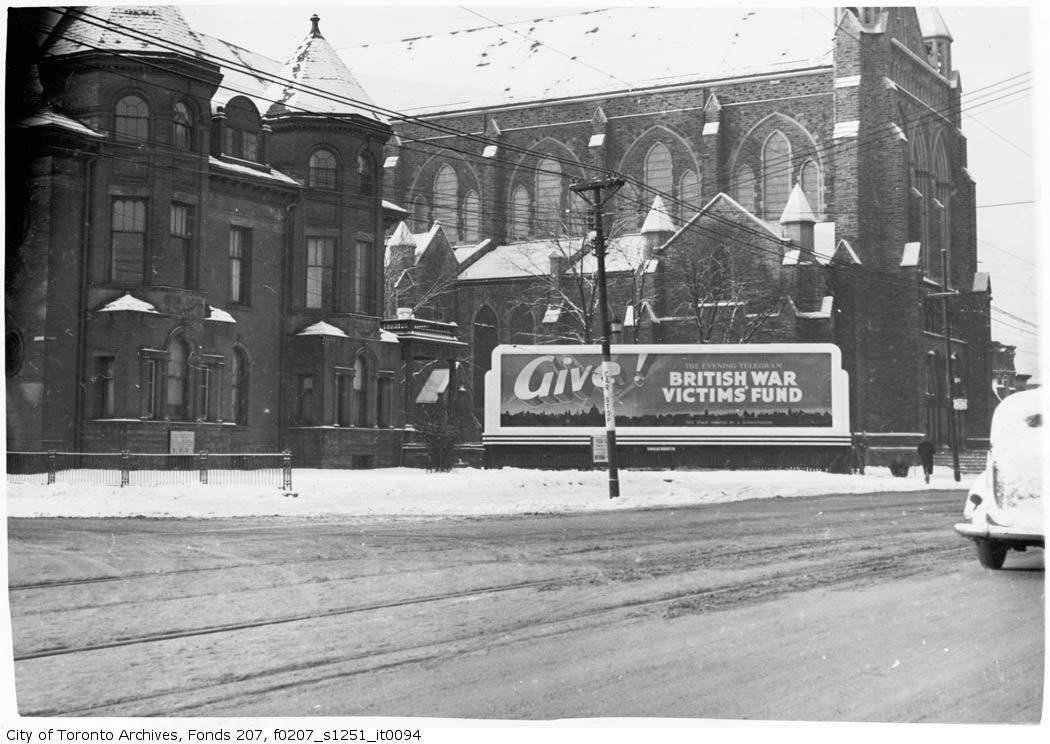
新教堂，1940年

1907年，Henry John Cody被任命为教区神父，他以出色的講道聞名，因而吸引了更多的成员加入教会。聖保羅堂繼而需要一座新建築來容納那些新會眾。新教堂於1909年動土，1910年奠基，1913年11月30日开放。 著名的多伦多建筑师EJ Lennox是這個教區的會眾，他曾于1904年对旧教堂进行过扩建，后来他设计了这座可容納2500人的哥特复兴式教堂。 
教堂內有多块纪念牌匾，纪念在第一次世界大战中牺牲的教区居民 。教堂里其他纪念阵亡教区居民的纪念碑包括祭坛后面的华丽雪花石膏屏风，以及由時任加拿大總督拜恩子爵揭幕的大型彩色玻璃窗。 

圣保罗教堂是多倫多市中心两座以聖保羅使徒為主保聖人的教堂之一，自1933年成立到1966年重新划定选区边界期间，该教堂位於並作為圣保罗选区的「聖保羅」存在。另一座名為圣保罗的教堂則是聯合教會的圣保罗-阿梵奴道堂，其后来與位於巴佛士街和士巴丹拿道交界的聯合教會聖三一堂合併為三一-圣保羅堂，並且不再位於該選區。

### 近期历史
1989年，多伦多市第68-89号条例根据《安大略省遗产法》第四部分，将该教堂指定为具有文化遗产价值的建築。 
维多利亚·马修斯牧师是加拿大圣公会第一位女性主教，也是全球圣公会第五位女性主教，她于1994年2月12日在该教堂被祝圣。 
该教堂于1991年进行了翻修。由于領洗池移至中殿前方，座位容量从2500个减少到1800个。 2006年，Black & Moffat Architects 完成了一项大型改造项目，即「尼希米计划」。 将該教會三座建筑合并成一个占地10,000平方（110,000平方英尺） 。